# Carmen Jiménez

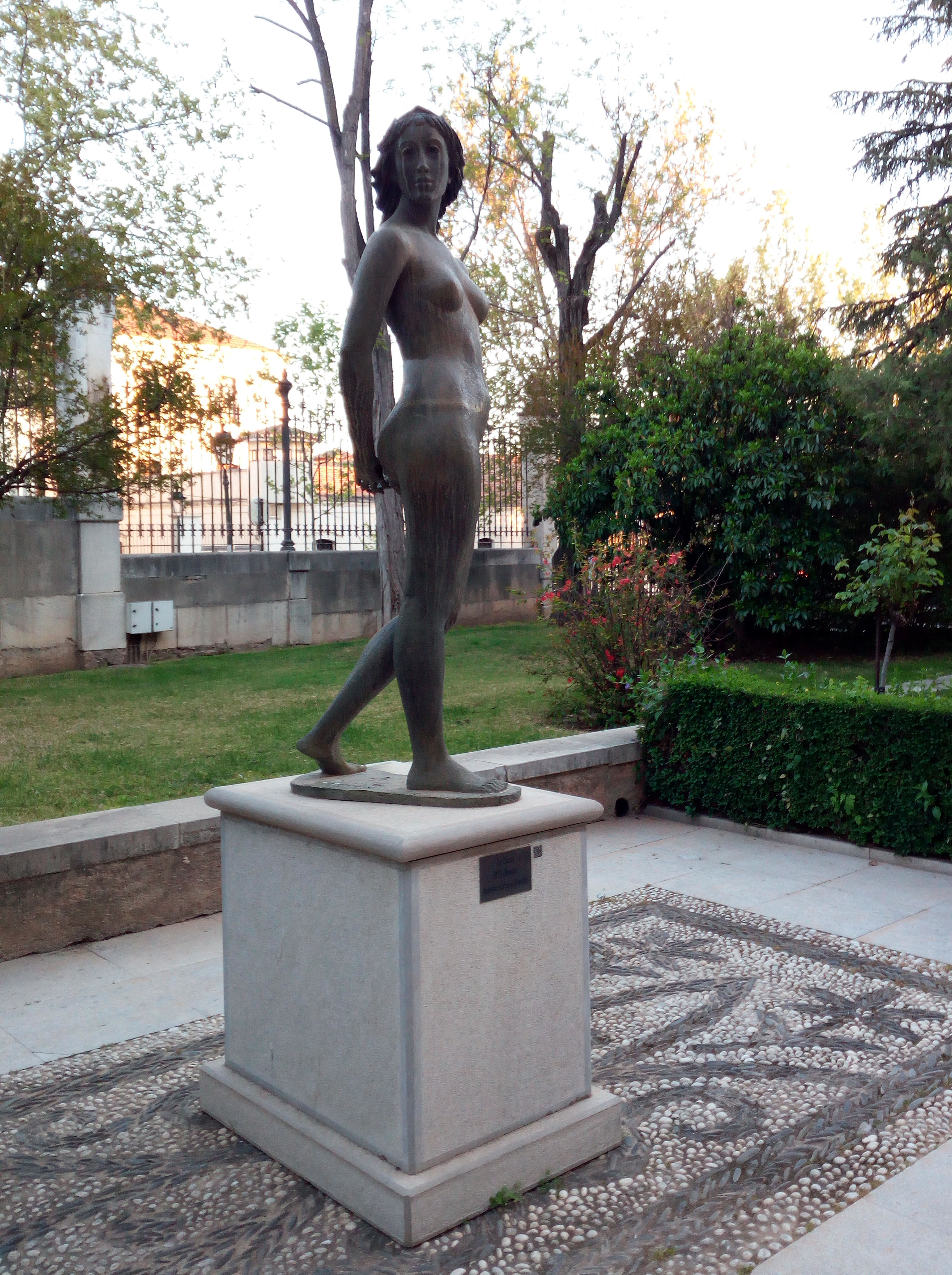
La Danza. Carmen Jiménez. 1975. Jardines de acceso al Hospital Real. Universidad de Granada.

Carmen Jiménez Serrano (La Zubia, Granada, 21 de septiembre de 1920-Sevilla, 19 de octubre de 2016) fue una escultora, pintora y catedrática universitaria española. Está considera como una de las escultoras de Andalucía más destacadas del siglo XX., enmarcada en el Clasicismo Mediterráneo.
Su obra, atemporal, busca el orden y la armonía presentes en el carácter de la escultora. Trabajó con materiales tradicionales como el barro, la piedra o el bronce, e innovó con el empleo del cemento o el poliéster. Empleó el relieve en retratos y figuras aisladas a las que aplicó de forma sutil policromía.

## Biografía
Nació el 21 de septiembre de 1920 en La Zubia. Cursó estudios básicos en Granada, en el colegio Padre Manjón del Albaicín. Perdió a sus padres cuando tenía once años, por lo que sus tíos la internaron en el colegio Riquelme. A edad temprana inició su afición por las artes, dibujo y pintura. Trabajó como contable en los talleres de José Navas Parejo especializado en imaginería. Dibujaba orlas y figuras para la ornamentación de la ropa de las imágenes y realizaba alguna policromía en un su tiempo libre. Alternó esta tarea con la asistencia a la Escuela de artes y Oficios de Granada.
Obtuvo una beca con la mediación de Luis Seco de Lucena en 1940 que le permitió completar los costes para realizar los estudios en la Escuela Superior de Bellas Artes de Madrid – Real Academia de Bellas Artes de San Fernando–. Tuvo como profesor de dibujo a Julio Moisés, y a Joaquín Valverde. Por recomendación de Enrique Pérez Comendador cambió las clases de pintura por las de escultura en el tercer trimestre. Tras realizar los primeros trabajos se inclinó definitivamente por la escultura, sin abandonar la práctica pictórica a la que le dedicó el tiempo fuera de la escuela de bellas artes.
Finalizó los estudios en la Real Academia de Bellas Artes de San Fernando en 1944 premiada por el Ministerio de Educación. Casada ese mismo año con el escultor Antonio Cano Correa (1909-2009), ejerció como docente de la Escuela Superior de Bellas Artes de Sevilla en 1946. Asciende a auxiliar numeraria en la especialidad de Modelado al Natural en 1947.
Obtuvo varias becas, en 1950 del Ministerio de Asuntos Exteriores de París, dos años después obtuvo la del ministerio de Italia para completar los estudios. También obtuvo una beca para estudiar en Italia y Grecia por parte del Ministerio de Asuntos Exteriores de España en 1955. En 1983 ocupó la cátedra de modelado de la academia sevillana. Entre sus alumnos estuvo Juan Manuel Miñarro.
Tras su jubilación continuó enseñando como catedrática emérita impartiendo cursos de doctorado.

## Estilo
Su estilo estuvo enmarcado en el Clasicismo Mediterráneo, a la que también pertenecieron Arístides Maillol y Antoine Bourdelle, referentes de la nueva corriente escultórica que abandona las líneas clasicistas francesas.
Caracterizada por las líneas fieles y los desnudos femeninos, su obra es tierna y frágil. Sobre su estilo y obra, se ha resaltado «su estética y belleza de las formas y los volúmenes, cargados de ritmo, proporción y armonía» «donde predomina el interés por la figura humana». Por su parte, Juan Manuel Miñarro destacó su calidad como artista y como docente, «capaz de transmitir muy bien el oficio», el también pintor y escultor, Ricardo Suárez, remarca su expresividad con el barro, el talle de piedra y gran dominio de la volumetría y el catedrático Emilio Gómez Piñol valoró «la gran calidad del conjunto de su obra».

## Fallecimiento
Falleció el 19 de octubre de 2016 en la Clínica Santa Isabel de Sevilla, a causa de un infarto cerebral. Fue enterrada en el cementerio de San José en Granada junto a Antonio Cano, su marido.

## Premios y reconocimientos
- 1945, 3.ª Medalla de la Exposición Nacional de Bellas Artes, por la obra Virgen niña.[1][5]
- 1948, 2.ª Medalla del Círculo de Bellas Artes de Madrid, por la obra Juanito, obra adquirida por el Estado para la colección del Museo de Arte Moderno.[5][7]
- 1948, Gran Premio del Círculo de Bellas Artes de Madrid.[5]
- 1949, Medalla del Círculo de Bellas Artes de Madrid, por la obra Eva tallada en madera.[1][5]
- 1951, Premio Nacional de Escultura.[5]
- 1952, 1.ª Medalla en la Exposición Nacional de Bellas Artes, obra Las dos edades.[5][7]
- 1953, Primer Premio de Escultura de La Exposición de Otoño de Sevilla.[5]
- 1970, Académica correspondiente de la Real Academia de Bellas Artes de Nuestra Señora de las Angustias de Granada.[5]
- 1973, Académica correspondiente de la Real Academia de San Fernando de Madrid.[5]
- 1981, Medalla de Honor de la Real Academia de Bellas Artes Santa Isabel de Hungría (Sevilla).[1][5]
- 1984, Académica numeraria de Real Academia de Bellas Artes Santa Isabel de Hungría (Sevilla), recepción en 1987.[5]
- Medalla de Oro de Granada.
- 2009, una plaza de Dos Hermanas (Sevilla) recibió el nombre de Escultora Carmen Jiménez.[8]
- 16 de noviembre de 2010, Medalla de Honor de la Real Academia de Bellas Artes de Nuestra Señora de las Angustias de Granada.[1]

## Obras
Relación de las obras más destacadas de la producción tanto pictórica como escultórica:

### Pictórica
- Niño de los pinceles (1939).
- Retrato de Luisito Seco de Lucena (1943).
- Muchachos (1954).
- Paisaje de Venecia (1954).
- Paisaje de Punta Umbría (1961).
- Retrato de María del Carmen Cano (1962).
- Familia de pescadores (1964).
- Torso de Eva y manzanas (1964), Flores y libros (1971).
- Rosas amarillas y mujer del abanico (1992).
- El amor (1993).

### Escultórica
- Niña de la sandalia (1943).
- Conchitina (1944).
- Virgen niña (1945).
- San Juan (1947).
- Juanito, (1948) barro cocido, representa a su hijo dormido. Colección del Museo de Bellas Artes de Sevilla.[9]
- Virgen del Buen Aire (1948).
- Tondos de la Portada de la Facultad de Derecho de Sevilla (1948)
- Eva, talla de madera (1949). Círculo de Bellas Artes de Madrid.[3][9]
- Las dos edades (1952), Museo Contemporáneo de Madrid.[3]
- Juego de niños (1954).
- San Sebastián (1957).
- Niño de las uvas (1958).
- Decoración escultórica de las puertas de las Facultades de Filosofía, Ciencias y Derecho de la Universidad de Sevilla en el edificio de la Antigua Fábrica de Tabacos. (1958)[7]
- Figuras en círculo, mediorrelieve, expuesta en el patio principal de la Real Academia de Bellas Artes Santa Isabel de Hungría (Sevilla); único escultor que ha expuesto en vida una obra en la Real academia.[2][9]
- Los dos hermanos (1966).
- David (1972).
- La danza, escultura en bronce fundido (1975). Hospital Real, colección Histórico Artística de la Universidad de Granada.[10]
- El viento, (1976) marmolina y poliéster, patio del Rectorado de la Universidad de Sevilla.[9]
- El grito (1981).
- Relieve de Valdés Leal (1990).
- Joven tímida, donada en 2014 al ayuntamiento de Dos Hermanas para su ubicación en la plaza que lleva su nombre.[8]
- Niño dormido, colección del Museo de Bellas Artes de Sevilla.[7]

## Exposiciones
- 1960 Exposición Nacional de Bellas artes, dibujos.[11]
- 1983 Granada (Palacio de la Madraza), individual.[5]
- 1987 Sevilla (sala Chicarreros).[5]

## Publicaciones
- Formación y desarrollo escultórico en el aula-taller de la Escuela Superior de Bellas Artes de Santa Isabel de Hungría, en Temas de Estética y Arte n.º III, Sevilla, (1989).[7]